# 何炳林
何炳林（1918年8月24日—2007年7月4日），男，广东番禺人，中国高分子化学家。南开大学教授，曾任该校化学系主任、高分子研究所所长，南开大学高分子化学与物理国家重点学科、功能高分子材料教育部重点实验室的创始人。并曾兼任青岛大学校长等职。主要从事高分子化学研究与教学。

## 生平
1918年生于广东番禺。1942年毕业于国立西南联合大学。1952年获美国印第安纳大学博士学位。1980年当选为中国科学院学部委员（院士）。

## 家庭
妻子陈茹玉为中国有机化学家，中国科学院院士。“文革”期间夫妻兩人的教学、科研工作受到严重打击。被诬为“美国特务”，成为走“白专道路”的“反动学术权威”，受到冲击，精神和肉体承受了种种屈辱和摧残。何炳林曾有半年时间被关押，隔离审查，交代问题。